# アンチノイズ やる気!天パーセント
『アンチノイズ やる気!天パーセント』（アンチノイズ やるき てんパーセント）は、2007年11月から2008年10月2日（1日深夜）までCROSS FMで放送されていたラジオ番組である。その後も2008年10月9日（8日深夜）から2009年2月26日（25日深夜）まで『アンチノイズのI'm home』（アンチノイズのアイムホーム）と題して放送されていた。
放送時間は毎週木曜 1:00 - 2:00 （水曜深夜、日本標準時）。ナビゲーターは、アンチノイズのコウヅマユウタとアポロンとサトウケイタ。

## コーナー
- BAND OH!! AGE
- アポロンの僕は帰りまシェーン
- 天パールーム